# Coptacrella martini
Coptacrella martini är en insektsart som beskrevs av Bolívar, I. 1902. Coptacrella martini ingår i släktet Coptacrella och familjen gräshoppor. Inga underarter finns listade i Catalogue of Life.